# 阆中站
阆中站，位于中华人民共和国四川省南充市阆中市江南街道，是兰渝铁路上的火车站，于2015年12月30日启用营运，现由成都铁路局重庆北车务段管辖。

## 車站周邊
- 阆中熊猫乐园瑞峰商务会所
- 春节文化主题公园
- 中国邮政储蓄银行阆中市江南供销合作社
- 南充阆中聚缘快捷宾馆
- 江南镇政府
- 阆中市植物园
- 南津关古镇
- 华城艺术馆
- 鑫源桂家商务宾馆
- 阆中市红军烈士纪念园游客中心
- 阆中红军烈士纪念馆
- 南充阆中熊猫大酒店
- 兰海高速公路

## 歷史
- 2015年12月30日通车启用。[5]

## 外部連結
- 中国铁路客户服务中心 （页面存档备份，存于）